# برابهاس

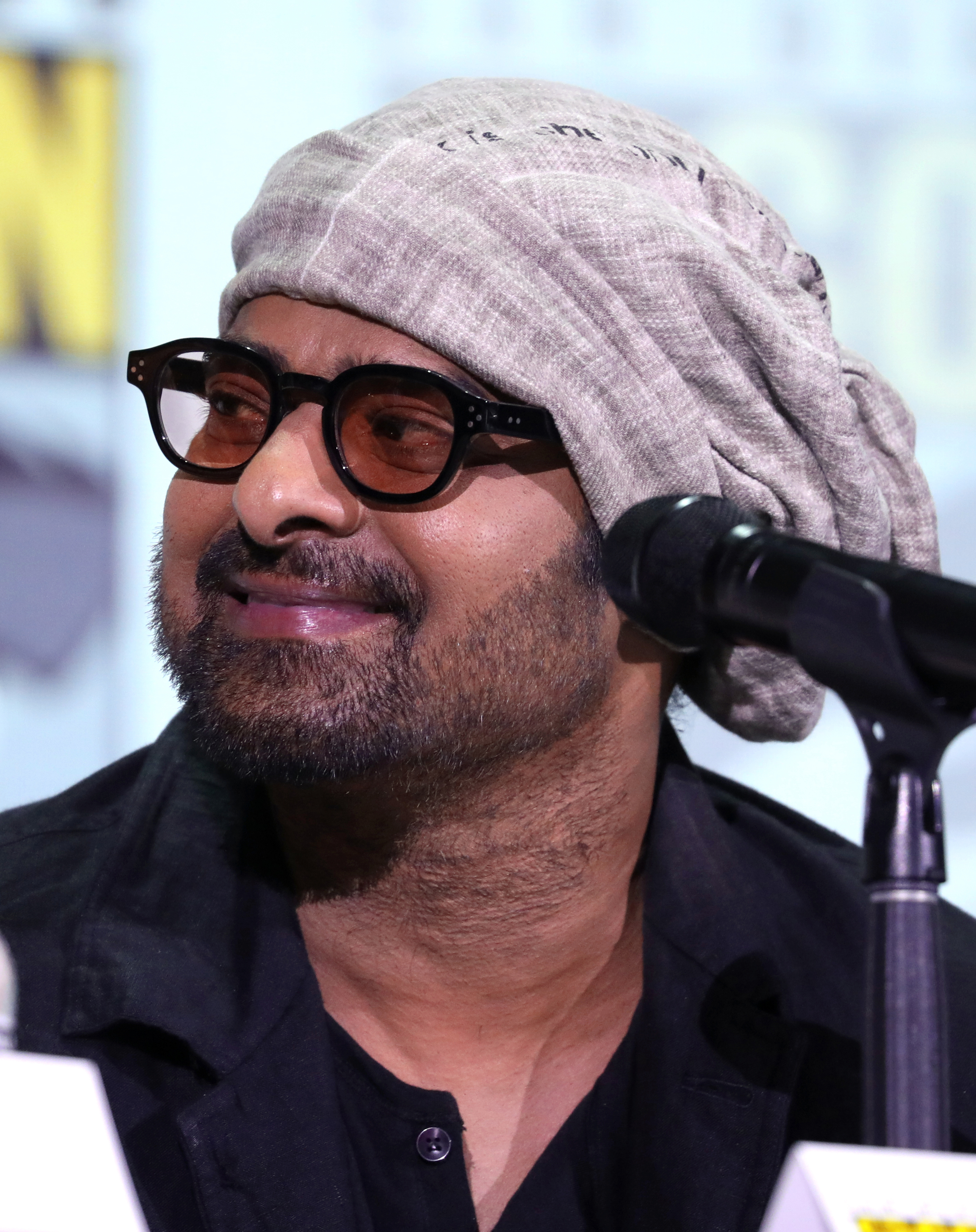
برابهاس في مؤتمر سان دييغو للقصص المصورة لعام 2023

برابهاس (بالهندية: प्रभास) (23 أكتوبر 1979 - ) ممثل هندي يعمل بشكل أساسي في أفلام التيلجو. يعد أحد الممثلين الأعلى أجراً في السينما الهندية، وقد ظهر في قائمة أثرياء الهند ثلاث مرات منذ عام 2015 بناءً على دخله وشعبيته. حصل على سبعة ترشيحات لجوائز مهرجان (فيلم فير في الجنوب) وحصل على جائزة ناندي وجائزة SIIMA.

## تمثيله
في عام 2002 مثل في فيلم تلجو أسمه (أشوار) وبعدها بعام في 2003 صور فيلمه الثاني بعنوان راجفيندرا وبحلول عام 2004 صور براداس فيلمين هما فارشام وأدفي رامدو وبعض الأعمال الأخرى الصغيرة حتى حلول عام 2013 فقد وقع لفيلم من أعلى ميزانيات في السنما الهندية هو فيلم باهوبالي: البداية وتم عرض الفيلم بعام 2015 بعد الأنتهاء منه . وهو الآن يحضر لجزءه الثاني ويتم تصوير الفيلم في الوقت الحاضر وسيتم عرض الفيلم بحلول عام 2016 ولم يِكشف عن ميزانية الفيلم بعد

## قائمة أفلامه
- 2002 - Eeshwar
- 2003 - Raghavendra
- 2004 - Varsham
- 2004 - Adavi Ramudu
- 2005 - Chakram
- 2005 - Chatrapathi
- 2006 - Pournami
- 2007 - Yogi
- 2007 - Munna
- 2008 - Bujjigadu
- 2009 - Billa
- 2009 - Ek Niranjan
- 2010 - Darling
- 2011 - Mr. Perfect
- 2012 - Rebel
- 2012 - Denikaina Ready
- 2013 - Mirchi
- 2014 - أكشن جاكسون
- 2015 - Baahubali: The Beginning
- 2016 - Baahubali:The Conclusion

## روابط خارجية
- برابهاس على موقع IMDb (الإنجليزية)
- برابهاس على موقع ألو سيني (الفرنسية)
- برابهاس على موقع ميوزك برينز (الإنجليزية)
- برابهاس على موقع أول موفي (الإنجليزية)
- برابهاس على موقع قاعدة بيانات الفيلم (الإنجليزية)
- برابهاس على موقع كينوبويسك (الروسية)